# كيوهي إيواساكي
كيوهي إيواساكي (باليابانية: 岩崎恭平؛ بالكانا: いわさき きょうへい) هو لاعب كرة قاعدة ياباني، ولد في 4 أبريل 1986 في أتسوغي في اليابان.

## وصلات خارجية
- كيوهي إيواساكي على موقع الدوري الياباني لكرة القاعدة (الإنجليزية)
- كيوهي إيواساكي على موقعبيزبول رفرنس.كوم (الدوري الثانوي) (الإنجليزية)